# Coupe du monde de saut d'obstacles 2005-2006
Navigation
Édition précédente Édition suivante
La coupe du monde de saut d'obstacles 2005-2006 est la 28e édition de la coupe du monde de saut d'obstacles organisée par la FEI. La finale se déroule à Kuala Lumpur (Malaisie), du 26 avril au 30 avril 2006.

## Classement après la finale
| Pos. | Cavalier       | Nationalité | Cheval       |
| ---- | -------------- | ----------- | ------------ |
| 1    | Marcus Ehning  | Allemagne   | Sandro boy   |
| 2    | Jessica Kürten | Irlande     | Libertina    |
| 3    | Beat Mändli    | Suisse      | Ideo du Thot |